# Сербия на Сурдлимпийских играх
Сербия участвует в летних Сурдлимпийских играх с Игр 2009 года, в зимних Сурдлимпийских играх — до настоящего времени не участвовали.
В период с 1949 по 1991 сербские спортсмены участвовали в Играх как часть команды Югославии.

## Медальный зачёт

### Медали летних Сурдлимпийских игр
| Год  | Золото | Серебро | Бронза | Всего |
| 2009 | 0      | 1       | 1      | 2     |
| 2022 | 0      | 0       | 1      | 1     |